# Chlumec (okres Ústí nad Labem)
Chlumec (německy Kulm) je město v okrese Ústí nad Labem na východě Ústeckého kraje. Leží na úpatí Krušných hor, na půli cesty mezi městy Ústí nad Labem a Teplicemi. Žije zde přibližně 4 300 obyvatel. Tři ze šesti částí města tvoří jeho exklávu.

## Název

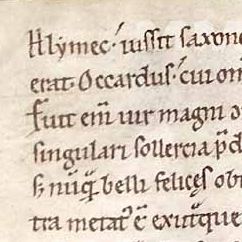
Výřez s názvem Chlumce roku 1040 ze strany 35r Budyšínského rukopisu Kosmovy kroniky

Název Chlumec nesl původně zřejmě raně středověký strážní hrad, který se podle archeologických nálezů keramických střepů nacházel mezi 11. a polovinou 13. století na Horce. V zakládací listině litoměřické kapituly knížete Spytihněva II. se píše: „via per silvam ad Hlmecs“, Kosmova kronika uvádí k roku 1040: „Altera via, qua itur, qua itur per Zribiam et est exitus de silva in istam terram per castrum Hlẏmec“, roku 1107 se v ní píše: „sub ipso introitu silvae juxta oppidum Hlumec“, a roku 1126 potom: „iuxta opp. nomine Chlumecz“. Je tedy zřejmé, že dnešní podoba jména je v podstatě původní, stará kolem 1000 let.
Slovo chlumec je zdrobnělina slova chlum, které se používá pro označení protáhlého kopce, zpravidla zalesněného. I tento fakt ukazuje, že dnešní název města úzce souvisí s Horkou. V latině se pro vrchol používá označení columen, které bylo ale ve starých latinsky psaných listinách pravděpodobně zkomoleno na colum(p)na, tedy sloup. Odtud byl v pozdější době zřejmě odvozen německý název Kolem, Kolmb a později Kulm. Mezi lety 1869 a 1910 nesl Chlumec oficiální označení Chlum, odvozené od jeho německého názvu (do odsunu Němců po druhé světové válce byla převážná většina obyvatel Chlumce německé národnosti). Název města v latině zní Culma.

## Historie

### Nejstarší zmínky

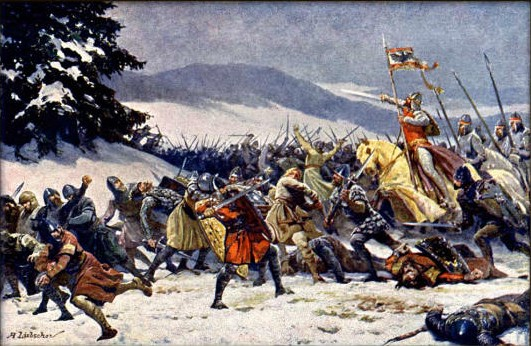
Adolf Liebscher: Vítězství Soběslava I. u Chlumce 18. února 1126

Chlumecko bylo zřejmě osídleno už v době bronzové, z pozdější doby pochází nálezy dvou římských mincí, císaře Vespasiána a Antonina Pia. Výhodná pohraniční poloha Chlumce způsobila, že se brzy stal křižovatkou mezinárodního obchodu, procházela jím Srbská nebo také Chlumecká stezka. Ta spojovala Prahu s Drážďany a Míšní a z Chlumce vedla buď mezi Adolfovem a bývalými Habarticemi, nebo přes Nakléřovský průsmyk dál do Německa.
Údajná první písemná zmínka o Chlumci pochází z listiny z roku 993, ve které kníže Boleslav II. určuje desátek vybraný Nachlumcy právě nově založenému prvnímu mužskému klášteru v Břevnově. Nicméně tato listina je zřejmě falzum z 1. poloviny 13. století. Bezpečně doložená zmínka o Chlumci je v Kosmově kronice z roku 1040, kde se píše o rozepři mezi českým knížetem Břetislavem I. a německým císařem Jindřichem III. Ten přikázal Sasům vtrhnout do Čech starou stezkou nedaleko Chlumce (Srbskou neboli Chlumeckou), v latinském originále pojmenovaném Hlẏmec. Sasy vedl přes Chlumec do Čech míšeňský markrabě Eckhard II., sám Jindřich III. se vydal do Čech z jižní strany. Konflikt vyvrcholil bitvou u Brůdku na Šumavě v témže roce. Německý král tam byl poražen, ale již následujícího roku se do Čech vrátil a Břetislava I. obklíčil v Praze.
Raně středověké hradiště se pravděpodobně nacházelo na vrchu Horka, ale nedochovaly se žádné terénní pozůstatky. Zlomky keramiky umožňují datovat jeho existenci do doby přibližně od 11. do poloviny 13. století. Pokud jde o listiny, které se zachovaly v originále, je Chlumec poprvé zmíněn jako Hlmecs v roce 1057 v zakládací listině litoměřické kapituly. Ještě ve 12. století byl Chlumec pro český stát velmi významný, jak dokazuje i to, že se zde uskutečňovaly státoprávní akty. V roce 1107 kníže Svatopluk svolal na chlumecký hrad zemský sněm českých velmožů, na němž byl jeho bratr Ota z Moravy jmenován zástupcem knížete po dobu jeho návštěvy u německého krále Jindřicha V.
Bitva u Chlumce mezi českým knížetem Soběslavem I. a německým králem Lotharem III. se u Chlumce odehrála 18. února 1126. Soběslavovo vojsko německého krále porazilo, a protože byl Soběslav prozíravý panovník, vyjednal s Lotharem smír a přijal od něj české knížectví v léno.
Na památku vítězství v této bitvě nechal Soběslav přestavět původně dřevěný kostel na hoře Řípu na rotundu, jiné prameny hovoří o tom, že již stávající Rotundu svatého Jiří nechal rozšířit o západní věž. Další, podobně stará památka na tuto bitvu, stojí v horách nad Chlumcem na Chlumecké stezce. Je to klasicistní stavba zřejmě s románským jádrem, chlumecká kaple Bolestné Matky Boží, kterou podle místní legendy postavil habartický farář. Literárně je tato významná bitva zpracována v Jiráskových Starých pověstech českých.
Během 13. století význam Chlumce klesal na úkor sousedního Ústí. Chlumecké hradiště zřejmě zaniklo v průběhu 13. století, poslední zmínka o něm pochází z roku 1218. Roku 1227 získal Chlumec od českého krále Přemysla Otakara I. v léno Kojata z Oseka, čímž se Chlumec osamostatnil coby panské sídlo. V roce 1228 už se jako celnice uvádí Knínice, hlavní cesta ze Saska do Čech tedy v té době už zřejmě vedla přes Nakléřovský průsmyk.
Chlumecký starý zámek nechal postavit v letech 1592–1596 Petr Kölbl z Geisingu, který panství dále zveleboval. Kölblové panství dále rozšířili, krom obcí Stradov a Český Újezd vlastnili také Žandov, Hrbovice, Habartice, Klíši, Předlice, Horní a Dolní Varvažov, Liboňov, Chabařovice a mnohé další.

### Pobělohorské období
Po Bílé hoře byli protestantští Kölblové vyzváni, aby přestoupili na katolickou víru. Když odmítli, byli vyhnáni ze země a byl jim zkonfiskován celý majetek. Císař Ferdinand II. Štýrský poté panství přenechal Petru Jindřichu ze Stralendorfu. Na jaře 1634 prapor císařských lehkých jezdců přepadl rodové sídlo Kölblů, nedaleký Geising. Ještě v létě následoval odvetný vpád Švédů a Sasů, během kterého se panství nakrátko ujali opět Kölblové.
V letech 1690–1691 si nechal nový majitel panství, hrabě Jan František Kolovrat Krakovský, na Horce vystavět renesanční kapli Nejsvětější Trojice jako vděk za ochránění jeho rodiny a poddaných před morovou nákazou, která se roku 1680 prohnala celým krajem. Roku 1774 se panství dostalo do držení hraběnky Marie Anny z Kolovrat, manželky Josefa Václava z Thunu na Děčíně. Náročné hraběnce již staré renesanční sídlo nevyhovovalo, a tak si nechala pod obcí vybudovat nový pozdně barokní dvoukřídlý zámek, který nechala obklopit rozsáhlým anglickým parkem a rybníkem. Původní objekty starého zámku poté sloužily hospodářským a administrativním účelům.
Roku 1813 navštívil panství Johann Wolfgang von Goethe, který si tuto návštěvu zaznamenal i do svého deníku.

### Bitva uChlumce 1813

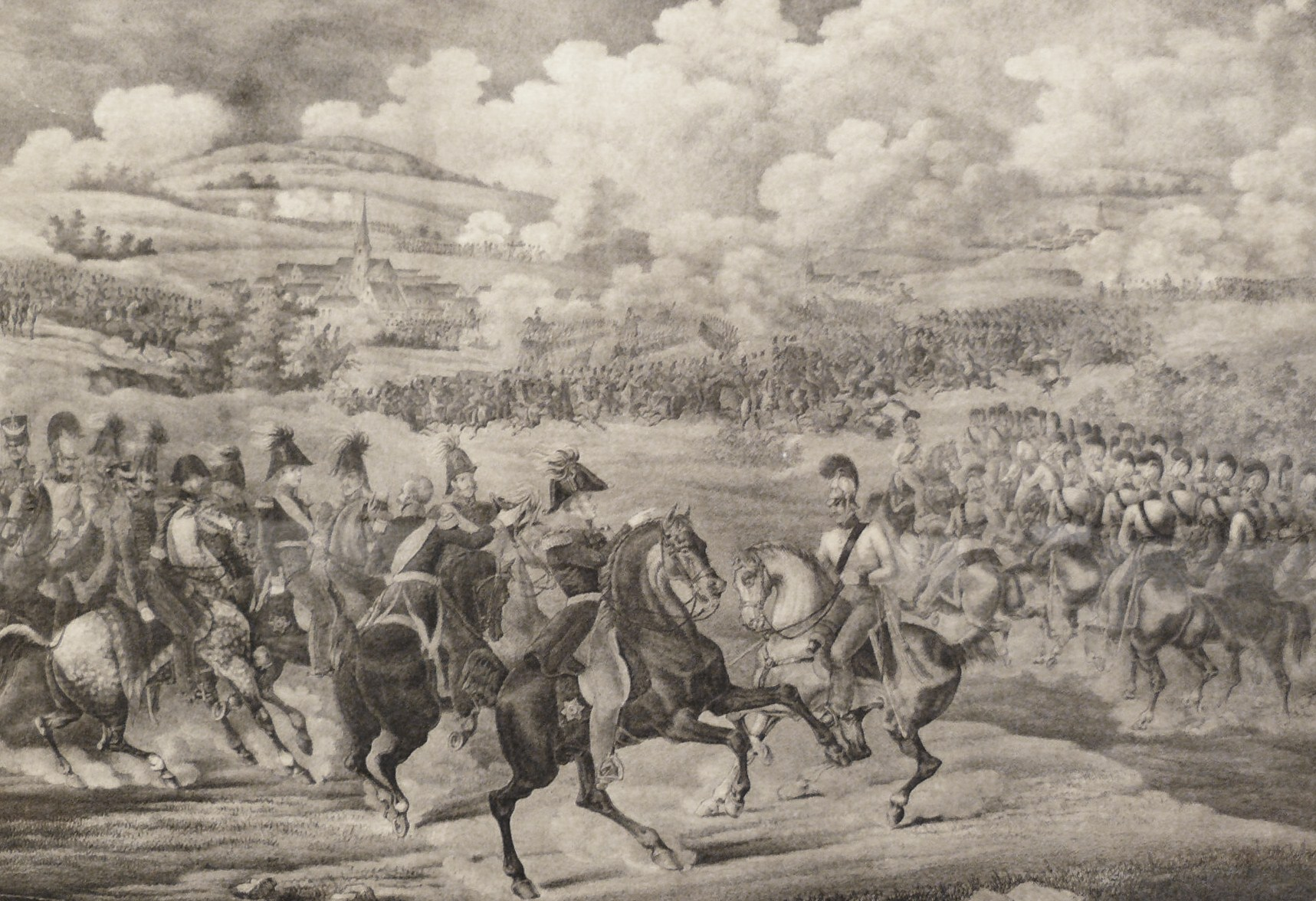
Bitva u Chlumce

Po prohrané bitvě u Drážďan ustupovala spojenecká vojska směrem do českého vnitrozemí. Císař Napoleon vyslal za ustupující, tzv. Českou armádou své jednotky o síle 30 000 mužů pod velením generála D. R. Vandamma s cílem odříznout spojenecká vojska a obsadit Čechy. Spojenci pod velením ruského generála Ostermanna-Tolstého se však mezi obcemi Chlumec a Stradov postavili Francouzům na odpor. K tomu po cestě na Kyšperk, kudy ustupovala většina české armády, táhl maršál Schwarzenberg se svým štábem, pruský král Fridrich Vilém III. a ruský car Alexandr I., jehož bezpečnost Tolstoj primárně zabezpečoval. Za této situace se rozhodl, že se pokusí francouzský postup za každou cenu zastavit. Vandammova vojska postupovala v dlouhých řadách horskými průsmyky, kvůli čemuž neměl francouzský generál k dispozici všechny své sbory okamžitě k dispozici. Toho hodlal Tolstoj využít, neboť si byl vědom, že oslabená a zdecimovaná Česká armáda má vůči dvojnásobné francouzské přesile jen malé šance.
První střety se odehrály 29. srpna 1813 kolem desáté hodiny u chlumeckého hřbitova, kde v prudkých srážkách Francouzi postupně obsadili celou obec a zejména strategický vrch Horka, na kterém umístili svůj hlavní stan. Vandamme, jistý si svým vítězstvím, ani nečekal na soustředění všech svých sil, které postupně přicházely z hor na frontu, a vyslal generála Creuzera, aby obsadil nedaleké Ústí. Druhý útok, směřující na Stradov, zahájili Francouzi kolem jedné hodiny a postupně tak během dne vytlačili spojence až na pomezí obcí Stradov a Přestanov. V prudkých bojích toho dne padla téměř polovina z 12 000 obránců, těžce byl raněn i sám generál Tolstoj a zálohy se ztenčily na pouhých několik set mužů. Ovšem rozhodující bylo, že svá postavení spojenci udrželi. K večeru dorazily zbytky francouzských vojsk, a tak si byl Vandamme jist, že již nazítří spojence porazí. Během noci začala z Krušných hor vycházet česká armáda, která tak posílila oslabené sbory a mohla se zapojit do dalších bojů. Sám ruský car Alexandr I. a pruský král Fridrich Vilém III. sledovali další průběh bitvy z bezpečné vzdálenosti Doubravské hory u nedalekých Teplic. Rakouský císař František I. byl ještě opatrnější a zastavil se až v Lounech, kam mu zprávy o probíhající bitvě donášel posel.

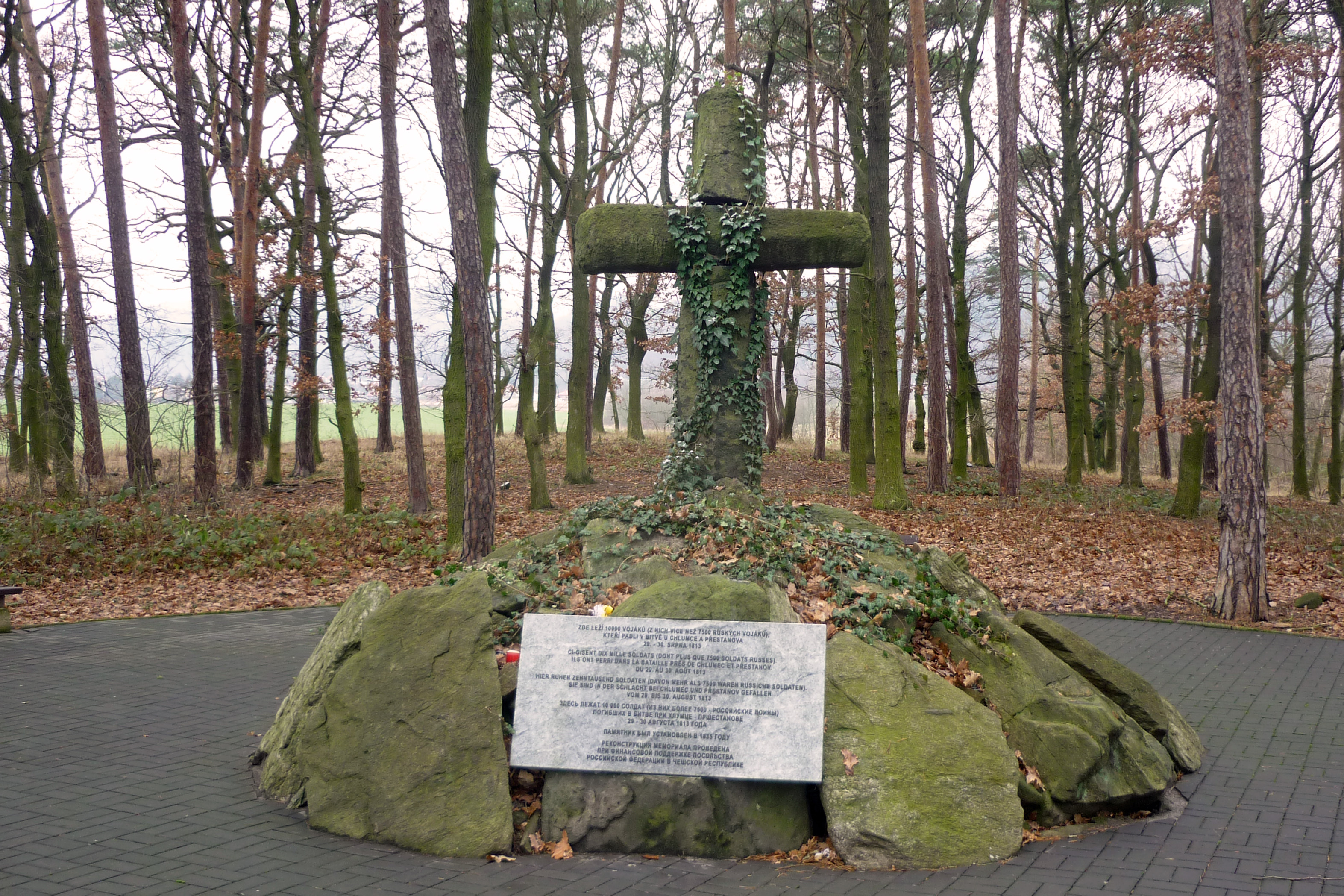
Památník 10 000 padlých během bojů o Chlumec

Druhý den se již od časného rána rozpoutaly prudké boje. Zatímco pravé křídlo Francouzů vytlačilo Rusy ze Stradova, tak na levém se situace již od začátku vyvíjela ve francouzský neprospěch. Zvrat nastal kolem poledne, když se v horských průsmycích objevila přicházející vojska. Vandamme si byl již jist, že mu přichází na pomoc Napoleon s posilami, ve skutečnosti šlo spojenecké pruské sbory pod velením generála Kleista, které tak uzavřely Francouze v obklíčení. Francouzský velitel vydal okamžitě povel k ústupu a se svým sborem prchal do hor. Byl však zadržen na tzv. Asmanově louce u Ždírnického potoka nad Žandovem.
Během této bitvy byly zcela zničeny obce Chlumec, Stradov, Žandov, Přestanov, Roudné a Dolní Varvažov. Zemřelo na 9 300 spojenců, převážně Rusů, a 11 000 Francouzů, další tisíce vojáků byly zraněny. Napoleon se s porážkou nehodlal smířit, a proto se již 17. a 18. září téhož roku znovu pokusil proniknout do Čech, opět přes Chlumec. Usídlil se v Nakléřově, odkud z místního kostela sv. Josefa pozoroval pokus svých sborů o průnik horským průsmykem. Ovšem kvůli odporu spojeneckých vojsk vedených generálem Karlem Filipem ze Schwarzenbergu a rozbláceným podzimním horským cestám se mu nepodařilo sejít do údolí a rozvinout vojenské šiky. Proto vydal již 18. září 1813 rozkaz k ústupu. Tento den je tak i posledním, kdy noha slavného císaře spočinula na území Čech.
Bitvu dnes připomíná celá řada památníků a hromadných hrobů, které propojuje naučná stezka značená žlutou turistickou značkou.

### Devatenácté století

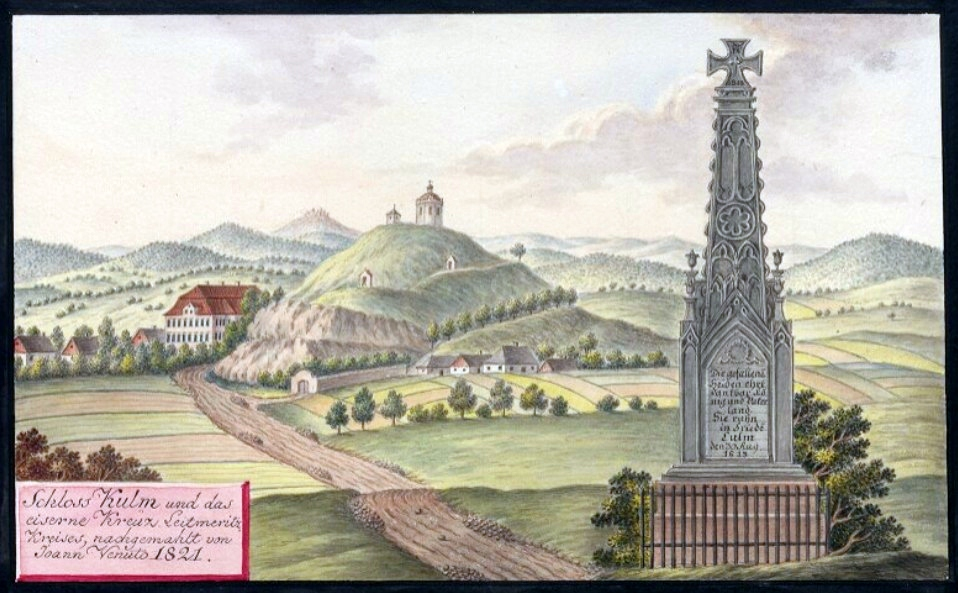
Pohled od Varvažova na vrch Horka s kaplí a chlumecký zámek, v popředí pruský pomník padlým v bitvě u Chlumce. Kresba Johanna Venuta, 1821

Roku 1830 přešel Chlumec pod správu šlechtického rodu Westphalen-Fürstenberg, největší těžaře hnědého uhlí v regionu. Westphalenové panství dále zvelebovali a připojovali sousední obce. Roku 1891 hrabě Otakar Klement Westphalen, syn prvního majitele panství Klementa Augusta Westphalena, prodal veškeré důlní vlastnictví Mostecké společnosti pro dobývání uhlí a nadále se již věnoval jen zemědělství. Roku 1838 si nechali Westphalenové pod kaplí vybudovat rodinnou hrobku.

### Dvacáté století

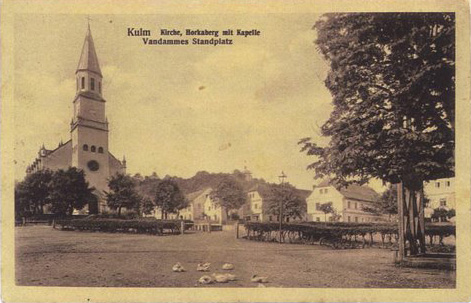
Náves v Chlumci před rokem 1894

V letech 1938 až 1945 byl Chlumec v důsledku uzavření Mnichovské dohody přičleněn k nacistickému Německu. Koncem druhé světové války byly na zámku ubytovány jednotky SS. Válečné události se Chlumecku vyhnuly, avšak již 9. května 1945 prolétávalo nad obcí sovětské průzkumné letadlo. Jeden z místních chlapců však na něj z prostoru Horky začal střílet – netrefil. Netrvalo však dlouho a na obloze se objevila skupina stíhaček, která celou obec zasypala bombami. Byl vážně poškozen zámek, pila, pivovar a mnohé další objekty. Z jubilejního pomníku si dokonce sovětští piloti udělali terč, to když schválně stříleli do sochy lva na jeho vrcholu. Zabito bylo na 86 občanů, jejichž hromadný hrob se nachází na místním hřbitově. Poslední majitel panství hrabě Bedřich Ferdinand Westphalen spolupracoval s nacisty, v červnu 1945 byl se svou rodinou vysídlen do kraje svých předků – Vestfálska v SRN. Tři desítky starožitností z rezidenčních prostor chlumeckého zámku převzalo do svých sbírek historicko-archeologické oddělení Národního muzea. Poválečné vysídlení německého obyvatelstva se nevyhnulo ani ostatnímu původnímu obyvatelstvu obce a následoval příchod nových lidí z vnitrozemí.
Celý zámecký areál byl po válce převeden pod nově vzniklý státní statek, který v něm zřídil sklad sena, čímž zahájil jeho postupnou devastaci. Definitivní tečku po něm udělal požár v roce 1958, který zámek zcela zdevastoval. Jeho trosky byly zbourány v souvislosti s výstavbou silnice číslo 13 pod obcí. Areál starého zámku, stejně tak jako pivovaru postupně chátral, až v sedmdesátých letech došlo k jeho likvidaci. Ve stejné době také zanikl zámecký park.
I v době komunistické totality se měnilo území Chlumce. V květnu 1976 byl k Chlumci připojen sousední Stradov a byl pro ně zřízen společný Místní národní výbor (MNV). Sloučení bylo motivováno vytvořením většího hospodářského celku zemědělské výroby, Chlumec se měl stát střediskovou obcí. Stále se rozvíjející těžba hnědého uhlí v okolí postupně likvidovala řadu obcí a jejich obyvatelstvo bylo přesídleno mimo jiné právě do Chlumce. Důsledkem byla výstavba panelových sídlišť na konci 70. a v 80. letech a tedy narušení venkovského rázu obce. Podle zrušených obcí jsou dnes v Chlumci pojmenovány některé ulice, například Zalužanská, Vyklická nebo Tuchomyšlská. Další rozšíření obce následovalo 1. 7. 1980, kdy byl k Chlumci připojen Žandov, a to i proti vůli jeho občanů – o připojení rozhodlo plénum ONV v Ústí nad Labem.
Od 1. ledna 1986 byl Chlumec společně s Chabařovicemi začleněn do města Ústí nad Labem, které se současně stalo statutárním městem. Jejich správním orgánem byl v té době Obvodní národní výbor 2 Ústí nad Labem-Chlumec, který sídlil v Chlumci. Chabařovice byly odsouzeny k úplnému zániku kvůli uhelným ložiskům pod jejich územím a v blízkém okolí.

### Po roce 1989
Po revoluci v roce 1989 byly plány těžby přehodnoceny a 1. září roku 1990 se ObNV 2 Ústí nad Labem-Chlumec rozpadl. Chlumec se tedy opět osamostatnil, v rámci jeho území byl v té době ještě Přestanov. Kromě toho se obnovila samostatnost Chabařovic, Roudníků a zbylého území Hrbovic, Vyklic a Zalužan. V té době byl také opraven kostel, jubilejní památník bitvy i všechny kaple v katastru obce. Díky telnickému starostovi Jaroslavu Doubravovi byly opraveny věžní hodiny kostela sv. Havla. Místní referendum v Přestanově konané 12. září 1992 přineslo dosud poslední územní změnu, a to osamostatnění Přestanova od 1. ledna 1993. Obec Chlumec se od 1. ledna 1999 evidenčně členila na části Chlumec, Žandov, Stradov, Český Újezd a Střížovice.
Obecní zastupitelstvo požádalo 7. září 2011 o určení obce Chlumec městem. Žádost podpořily výsledky obecní ankety, v níž podání žádosti podpořilo 316 osob a proti se vyslovilo jen 66 osob. Usnesení zastupitelstva se odvolává též na skutečnost, že již Kosmova kronika zmiňuje počátkem 12. století Chlumec jako oppidum (město), nikoliv jako oppidulum (městečko). Důvodová zpráva zastupitelstva uvádí, že získání statutu města nepřináší žádné výhody v současnosti, ale může se ukázat jako výhodná kdykoliv v budoucnosti. Také je to možnost, jak obnovit a posílit postavení Chlumce při jednáních s různými partnery a institucemi, a je to též záležitost pocitová, prestižní a prezentační. Dne 26. června 2012 vláda vyjádřila se žádostí souhlas. Dne 21. srpna 2012 byla obec rozhodnutím předsedkyně Poslanecké sněmovny Parlamentu ČR povýšena na město. Od 1. července 2006, kdy vstoupila v platnost novela zákona o obcích upravující udělování statusu městyse a města, se jedná (po Dobřichovicích) teprve o druhou obec, které byl status města na základě splnění obecných podmínek udělen nově, nikoliv pouze navrácen. Ještě před povýšením na město, 17. dubna 2012, obec obdržela dekret o udělení znaku a vlajky (dosud používaný znak nebyl oficiální). K 19. září 2012 byly jako samostatná evidenční část obce vyčleněny bývalé Hrbovice, které tvoří exklávu města.

## Obyvatelstvo
Při sčítání lidu v roce 1921 ve městě žilo 1 091 obyvatel (z toho 503 mužů), z nichž bylo 221 Čechoslováků, 842 Němců a 28 cizinců. Kromě šestnácti evangelíků, jednoho člena nezjišťovaných církví a 96 lidí bez vyznání byli římskými katolíky. Podle sčítání lidu z roku 1930 měl Chlumec 1 122 obyvatel: 225 Čechoslováků, 869 Němců a 28 cizinců. Většina (1 019 lidí) se hlásila k římskokatolické církvi, ale kromě ní ve městě žilo šestnáct evangelíků, pět členů církve československé a 82 lidí bez vyznání.
V Chlumci k 1. lednu 2019 žilo podle Českého statistického úřadu 4 380 obyvatel, 2 178 mužů a 2 202 žen, jejich průměrný věk je 42,2 roků. Průměrný věk mužů je 40,9 let, průměrný věk žen je 43,5 let.

Vývoj počtu obyvatel obce Chlumec mezi lety 1869 a 2019
Věková struktura obyvatel obce Chlumec roku 2011
Rodinný stav obyvatel obce Chlumec roku 2011
Vzdělání obyvatel obce Chlumec roku 2011

|           | 1869 | 1880  | 1890 | 1900  | 1910  | 1921  | 1930  | 1950 | 1961 | 1970 | 1980  | 1991  | 2001  | 2011  |
| --------- | ---- | ----- | ---- | ----- | ----- | ----- | ----- | ---- | ---- | ---- | ----- | ----- | ----- | ----- |
| Obyvatelé | 791  | 1 005 | 999  | 1 081 | 1 141 | 1 091 | 1 122 | 683  | 796  | 795  | 2 651 | 3 594 | 3 665 | 3 711 |
| Domy      | 93   | 104   | 111  | 121   | 131   | 129   | 142   | 144  | 134  | 140  | 180   | 236   | 289   | 314   |

Velká změna počtu obyvatel mezi lety 1930 a 1950 souvisí s vysídlením původního německy mluvícího obyvatelstva po druhé světové válce. V 70. letech se v Chlumci začalo s výstavbou sídlišť panelových domů (celkem tři etapy). Toto výrazné zvýšení obytné kapacity souviselo se stěhováním části obyvatel z obcí likvidovaných kvůli těžbě hnědého uhlí (Tuchomyšl, Vyklice, Zalužany, Otovice ad.) do Chlumce. Podle sčítání lidu v roce 2011 bylo v Chlumci 2199 ekonomicky aktivních obyvatel, 1963 zaměstnaných, z toho 915 jich vyjíždělo za prací mimo obec, 11 pracovalo v zemědělství, lesnictví a rybářství a 1124 ve službách. Ze stejných údajů plyne, že v Chlumci je 533 domů, z toho 412 rodinných, celkový počet bytů je 1890, z nichž 1760 je obydlených. Bytová výstavba vykazuje dlouhodobý pokles. Mezi lety 1999–2003 bylo dokončeno 217 bytů, mezi lety 2004–2008 jen 69 a mezi lety 2009–2013 50. Římskokatolická farnost byla v Chlumci založena v roce 1384, matriku vedla od roku 1636. K roku 2015 náleží pod ústecký vikariát litoměřické diecéze a spravuje farní kostel svatého Havla, v němž se konají pravidelné bohoslužby.

## Pamětihodnosti

### Kostel svatého Havla

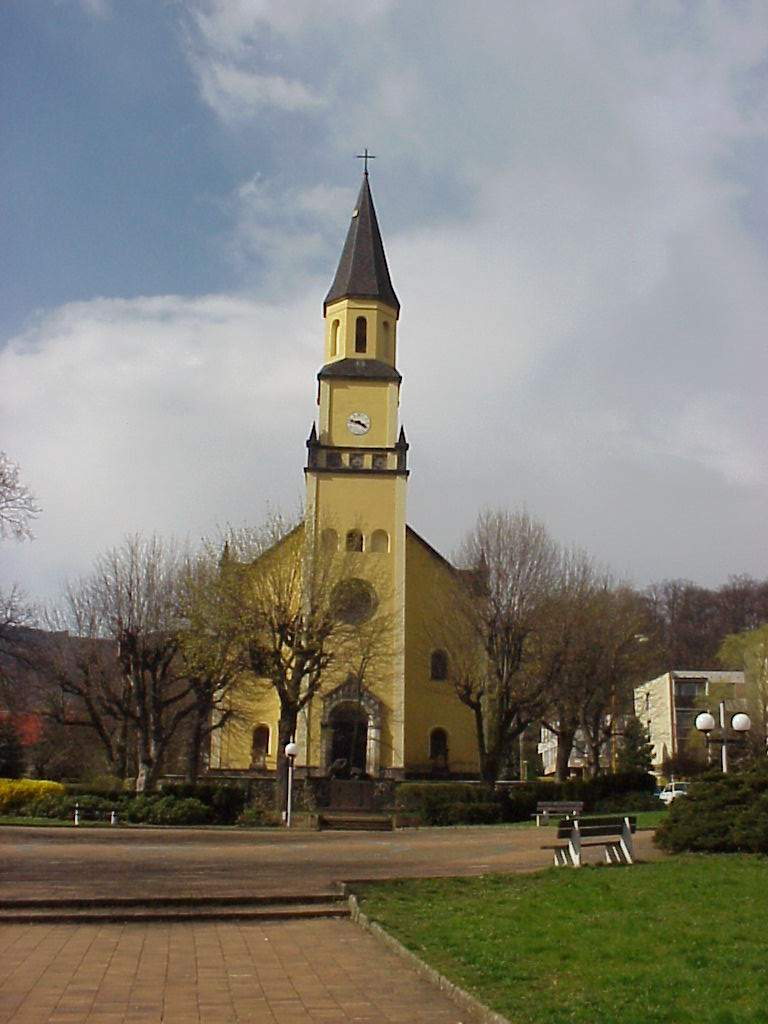
Kostel sv. Havla v Chlumci

Kostel svatého Havla byl postaven na místě staršího gotického chrámu sv. Gotharda, postaveného již před rokem 1359. Roku 1590 jej nechal chlumecký hrabě Petr Kölbl přestavět v barokním slohu. Za bitvy 1813 byl kostel poškozen a v letech 1847–1849 přestavěn podle návrhu J. Katze a A. Schmöcha v historizujícím slohu. V průčelní věži se nachází zvon z r. 1687 od Mikuláše Löwa. Pod ním ve stejném patře jsou dva ocelové závěsy pro větší zvony, zabavené během druhé světové války – dnes prázdné. Rovněž v tomto patře v okně jsou dva zvonovinové cymbály, rozeznívané hodinovým strojem, dosud funkční, bez ozdob. Do zdi kostela byly zabudovány historické renesanční náhrobky šlechtické rodiny Kölblů z Geisingu. Staly se tak dalším pozoruhodným doplňkem jeho dnešní vznosné katedrální architektury. Kostel je vybaven neogotickým zařízením. Neopomenutelné jsou také původní varhany z dílny bratrů Fellerových z nedalekého Libouchce z roku 1852. Slavnostní vysvěcení se konalo 18. listopadu 1849.

### Kaple Nejsvětější Trojice

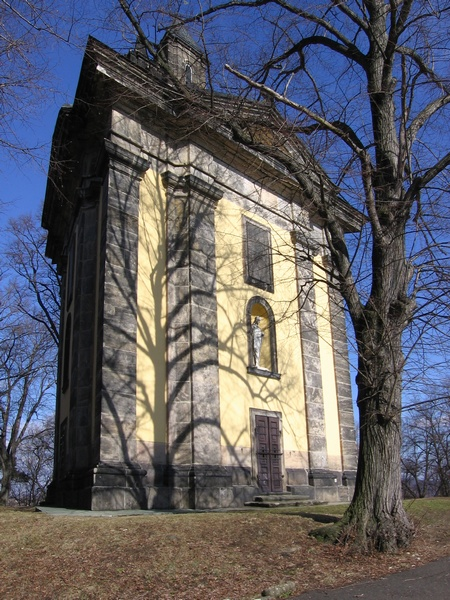
Kaple Nejsvětější Trojice na Horce

Roku 1680 se prohnal krajem mor, který si vyžádal mnoho obětí po celých Čechách, například v nedaleké Krupce zemřela téměř třetina obyvatel. Jako výraz vděku za ochránění před nákazou nechal chlumecký hrabě Jan František Kolovrat Krakovský, syn prvního Kolovratského majitele panství, vystavět v letech 1690–1691 nákladem 17 000 zlatých na Horce kapli. Autorem návrhu kaple je významný francouzský architekt Jan Baptista Mathey, představitel vrcholného baroka a autor mnoha církevních památek na českém území. Je pravděpodobné, že to byl také učitel ještě slavnějšího Jana Blažeje Santiniho-Aichela.
Stavbu tvoří italská trojboká stavba (symbolický trojstěn zasvěcený Nejsvětější Trojici), uvnitř s polygonální, zaklenutou kopulí s lucernou na vrchu (válcovitý nástavec kopule s vlastními okny a střechou. Vnější stěny jsou členěny nárožními pilastry. Ve středu každého rizalitu je vchod. Nad hlavním vchodem se poté nachází nika s mramorovou sochou Ježíše Krista. Uvnitř kaple jsou bohaté nástěnné fresky z roku 1691, obnovené 1901. S kostelem je kaple spojena křížovou cestou, původně doplněnou hliněnými reliéfy zhotovenými v Meyerově uměleckém ústavu v Mnichově. Hrabě Josef Klement Westphalen si nechal roku 1838 pod kaplí zřídit rodinnou hrobku. Po roce 1945 bylo zaznamenáno několik pokusů o vniknutí a to jak do kaple, tak i do rodinné hrobky Westphalenů, a proto byl vchod zazděn. Jeden z nejhorších pokusů se udál roku 1955, kdy se skupina zlodějů prokopala do hrobky skrz podlahu v kapli a následně vyrabovala a poškodila rakve i s ostatky. V devadesátých letech byla kaple nákladně zrekonstruována. Roku 2009 dal obecní úřad instalovat kopie dobových dveří v kapli. V současnosti rovněž obec plánuje rekonstrukci nástěnných fresek.

### Jubilejní památník bitvy uChlumce 1813

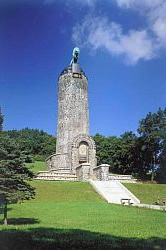
Jubilení památník v Chlumci

Na východním okraji města byl roku 1913 vybudován tzv. památník připomínající vítězství spojeneckých vojsk za napoleonské bitvy roku 1813. Návrh pomníku je od architekta Julia Schmiedela z Prahy, sochu lva vytvořil sochař Adolf Mayerl. Stavbu památníku realizoval stavitel Antonín Plass ze sousedních Chabařovic. Fresky kopule stropu slavnostní síně uvnitř památníku jsou pak dílem Karla Krattnera. Slavnostního otevření pomníku se zúčastnil mimo jiné arcivévoda Karel František Josef Habsburský, budoucí císař Karel I., jeho vrchní komoří princ Lobkovic, nebo zemský místodržící hrabě Thun.
Koncem druhé světové války byl památník poškozen stíhačkami, které si ze sochy lva na jeho vrcholu udělaly terč. V důsledku tohoto poškození začalo do tělesa sochy po čase zatékat a hrozilo její zřícení. Proto již roku 1973 byly místními dobrovolníky provedeny základní opravné práce. Celkové rekonstrukce se památník dočkal až roku 1993, kdy došlo k opravě tělesa a následně roku 1997 k opravě vnitřních fresek. Dnes je památník chloubou obce a hojně navštěvovanou památkou. Každoročně se u něj konají pietní akce k uctění vojáků padlých v bitvě 1813.

### Zaniklé památky

#### Chlumecký zámek
V letech 1592–1596 nechal Petr Kölbl z Geisingu postavit renesanční tvrz. Pozdější majitelé panství Václav Josef z Thunu a hraběnka Marie Anna Libštejnská z Kolovrat nebyli s původním sídlem spokojení, a tak roku 1774 nechali vystavět nový barokní zámek.

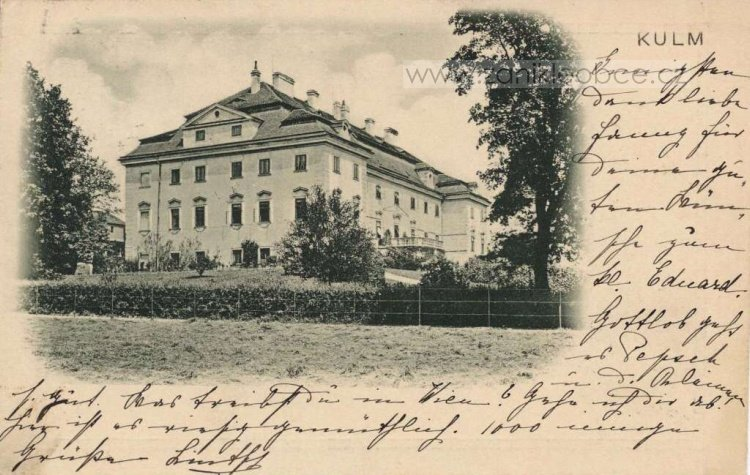
Zámek Chlumec, pohled od staré silnice

Nový zámek byl obklopen rozsáhlým anglickým parkem, doplněný rybníkem. Dne 29. srpna 1813 na něm sídlil generál D. R. Vandamme. Za bitvy 29.–30. srpna 1813 byl sice zámek zachován, ale již 31. srpna 1813 vyhořel jeho pivovar a samotný zámek byl následně vydrancován. K zámku patřilo mnoho hospodářských zařízení, jak v Chlumci, tak i mimo něj. Směrem k obci byly stáje pro jezdecké koně. Jednalo se o kvalitní chov, o čemž svědčí i jejich úspěšná umístění na závodech v Pardubicích. Zámek měl svou vlastní kovárnu, elektrárnu, mlýn, pilu, slepičárnu, ovčíny, zeleninovou zahradu a ovocné sady. Prakticky ve všech zemědělských produktech byl soběstačný. Po smrti Václava Josefa z Thunu, manžela Marie Anny z Kolovrat Krakovské, byl zámek kvůli dědickým sporům prodán ve veřejné dražbě rodu Westphalenů z Fürstenbergu, který jej vlastnil až do roku 1945. V posledních dnech druhé světové války byla na zámku umístěna jednotka SS a měla zde sklady vojenského materiálu. Bombardování Chlumce 8. května se nevyhnulo ani zámeckému areálu. Byl zasažen zámek, pila a další objekty, ve kterých se ukrývali především civilní obyvatelé z obce. Na velkých škodách se především podílel výbuch nákladního automobilu s municí. Poškozený areál byl dán do správy nově vzniklému jednotnému zemědělskému družstvu. V roce 1951 prakticky celý zámek vyhořel, poslední trosky byly srovnány se zemí roku 1958.

#### Kostel sv.Vavřince
Kostel stával mezi Českým Újezdem a Hrbovicemi, než byl roku 1966 zbytečně zbořen kvůli neuskutečněné těžbě uhlí. V minulosti se v kostele nacházel zvon z roku 1525 od mistra Tomáše z Litoměřic, nedatovaný zvon a blíže neznámý zvon z roku 1533.

### Další pamětihodnosti města a jeho okolí

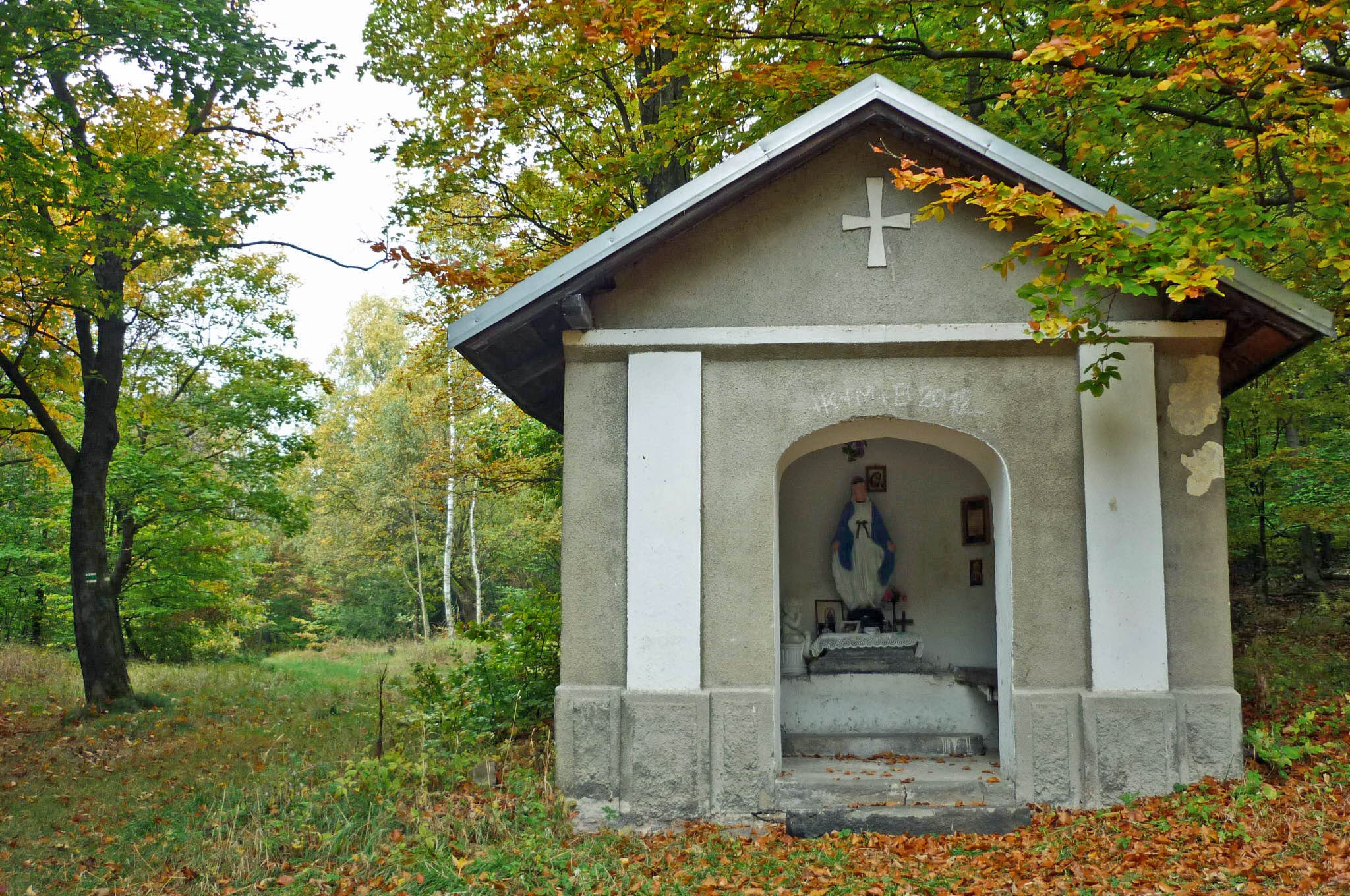
Chlumecká kaple Bolestné matky boží

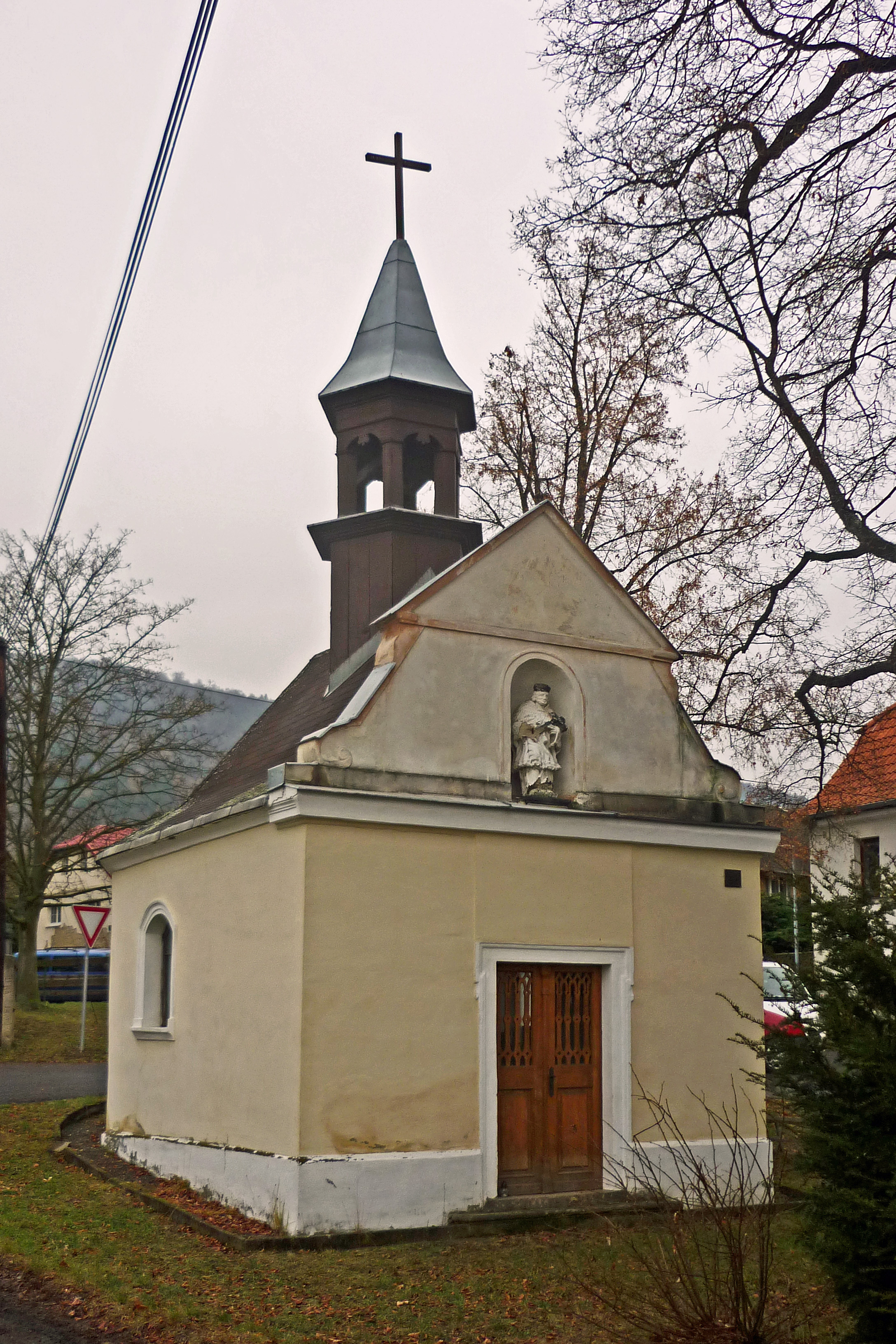
Kaple sv. Jana Nepomuckého ve Stradově

- Křížová cesta začínající u kostela svatého Havla a končící u kaple Nejsvětější Trojice na Horce
- Tři smírčí kříže ve městě a jeden v horách nad obcí
- Renesanční náhrobky uvnitř kostela a na jeho severním průčelí
- Pomník padlým vojákům první světové války na návsi z roku 1935
- Chlumecká kaple Panny Marie Bolestné v horách nad obcí při Chlumecké stezce[31]
- Sloup se sousoším Piety na návsi
- Socha Ecce homo před kostelem svatého Havla
- Původní roubené stavení za farou č.p. 23, tzv. Martínkovna[32]
- Kaple u hřbitova
- Kaple sv. Jana Nepomuckého ve Stradově. Kaple z 18. století stojí na návsi. Ve věžičce litinový zvon se značně zkorodovaným povrchem.
- Kaple v Žandově. Drobná kaple z roku 1840 stojí při průjezdní silnici. Ve věžičce malý zvon.
- Kaple v Českém Újezdě. Kaple na návsi pod dvěma kaštany pochází z počátku 20. století. Ve věžičce se nachází litinový zvon.
- Pomník bitvy 1813 před kaplí ve Stradově
- Pomník zajetí generála D. J. Vandamma, velitele francouzských vojsk, na Asmanově louce u Ždírnického potoka nad Žandovem
- Juchtová kaple na křižovatce Stradov–Přestanov–Unčín
- Pomník bitvy 1813 (Francouzský) u Juchtové kaple na křižovatce Stradov–Přestanov–Unčín
- Střížovická studna – přesunuta do skanzenu v Zubrnicích; na konci roku 2015 byla na střížovické návsi dokončena replika studny[33]
- Studánka v aleji – vedlejší cesta ze silnice I/13 do Chlumce
- Dub na hrázi, památný strom (dub letní) asi 1 km jižně od Chlumce, po levé straně silnice z Ústí nad Labem, poblíž odbočky do Chabařovic[34]
- staleté duby v bývalém zámeckém parku

## Členění a samospráva
Chlumec má celkovou rozlohu 12,87 km² a od září 2012 se dělí na šest částí: Chlumec, Český Újezd, Hrbovice, Stradov, Střížovice a Žandov. Části Hrbovice, Český Újezd a Střížovice tvoří exklávu města; od hlavní části města ji odděluje území města Chabařovice a bývalý Úžín, který patří k ústecké části Všebořice.
Od voleb v roce 1998 má zastupitelstvo obce 15 členů, v předchozím volebním období (1994–1998) jich bylo 11. Rada města je pětičlenná a tvoří ji starosta, místostarosta a tři řadoví radní. Starostou města je od 28. listopadu 2014 Roman Zettlitzer. V minulém volebním období byl starostou obce a posléze města Chlumec Petr Maxa. Jeho předchůdce Josef Říha byl starostou od 2. listopadu 2009, kdy ve funkci vystřídal dřívějšího dlouholetého starostu Romana Hanusche, který byl v dubnu 2012 odsouzen k pětiletému odnětí svobody za pokus o dotační podvod, zneužívání pravomoci veřejného činitele a porušování povinnosti při správě cizího majetku. Veřejná zasedání městského zastupitelstva se konají na půdě městského úřadu zhruba jednou za měsíc. Zápisy ze zasedání je možné nalézt na oficiálních stránkách města Chlumec. Od 27. dubna 2015 je z každého zasedání zastupitelstva pořizován videozáznam, který je dostupný na YouTube.

## Školství, kultura a sport
V Chlumci je základní škola a dvě mateřské školy, Pod Horkou a Pohádka. Kromě toho působí v Chlumci Mateřské centrum Sluníčka, které zajišťuje program pro rodiče na mateřské dovolené a děti předškolního i školního věku. V budově základní školy sídlí také Místní knihovna.
Na konci srpna se v Chlumci koná připomínková akce k výročí napoleonské bitvy u Chlumce 1813, spojená s hudbou, divadelními představeními na návsi, jarmarkem a fragmentem bitvy, které se účastní nejen domácí, ale i zahraniční členové klubů vojenské historie.
V Chlumci se každý rok v létě koná festival bluegrassové, trampské, folkové a country hudby Chlumecký guláš. Odehrává se v zámeckém parku nedaleko sportovního areálu a nového chlumeckého rybníka. Kromě hudby jsou připraveny i další atrakce pro děti i dospělé.
Na stejném místě se každoročně koncem dubna slaví příchod jara na festivalu elektronické hudby Čáry Máry, jehož návštěvnost a oblíbenost se každým rokem zvyšují. Na svědomí ho mají Mareena beach bar a JakuzaSound, kteří se v Chlumci starají o kulturní vyžití mladších občanů.
Dlouhou tradici mají dětský pěvecký soubor Koťata (vedoucí Eva Koupilová) a Chlumecký dětský sbor (vedoucí Josef Říha). Tyto soubory se podílejí na každoročních vánočních koncertech v kostele svatého Havla.
V Chlumci byl v letech 1975–1980 v rámci akce Z postaven Kulturní dům. Město má dnes Kulturní dům ve výpujčce od státu a snaží se ho získat do vlastnictví. Součástí chlumeckého Kulturního domu je i kino, jehož činnost byla 18. září 2011 obnovena po 13 letech. V současné době kino promítá jednou za 14 dní.
V posledních letech byla obnovena tradice masopustního průvodu na začátku února a některých dalších křesťanských tradic.
Sportovní aktivity zastřešuje Tělovýchovná jednota Chlumec, mezi nejpopulárnější sporty s největší členskou základnou patří fotbal, šachy, volejbal a tenis. Vedle hlavního mužského fotbalového týmu jsou zde i přípravné týmy mladších a starších žáků.
V Chlumci jsou dále činní dobrovolní hasiči,
kynologové,
cykloturistický oddíl,
Trampská unie a
Auto klub.

## Doprava

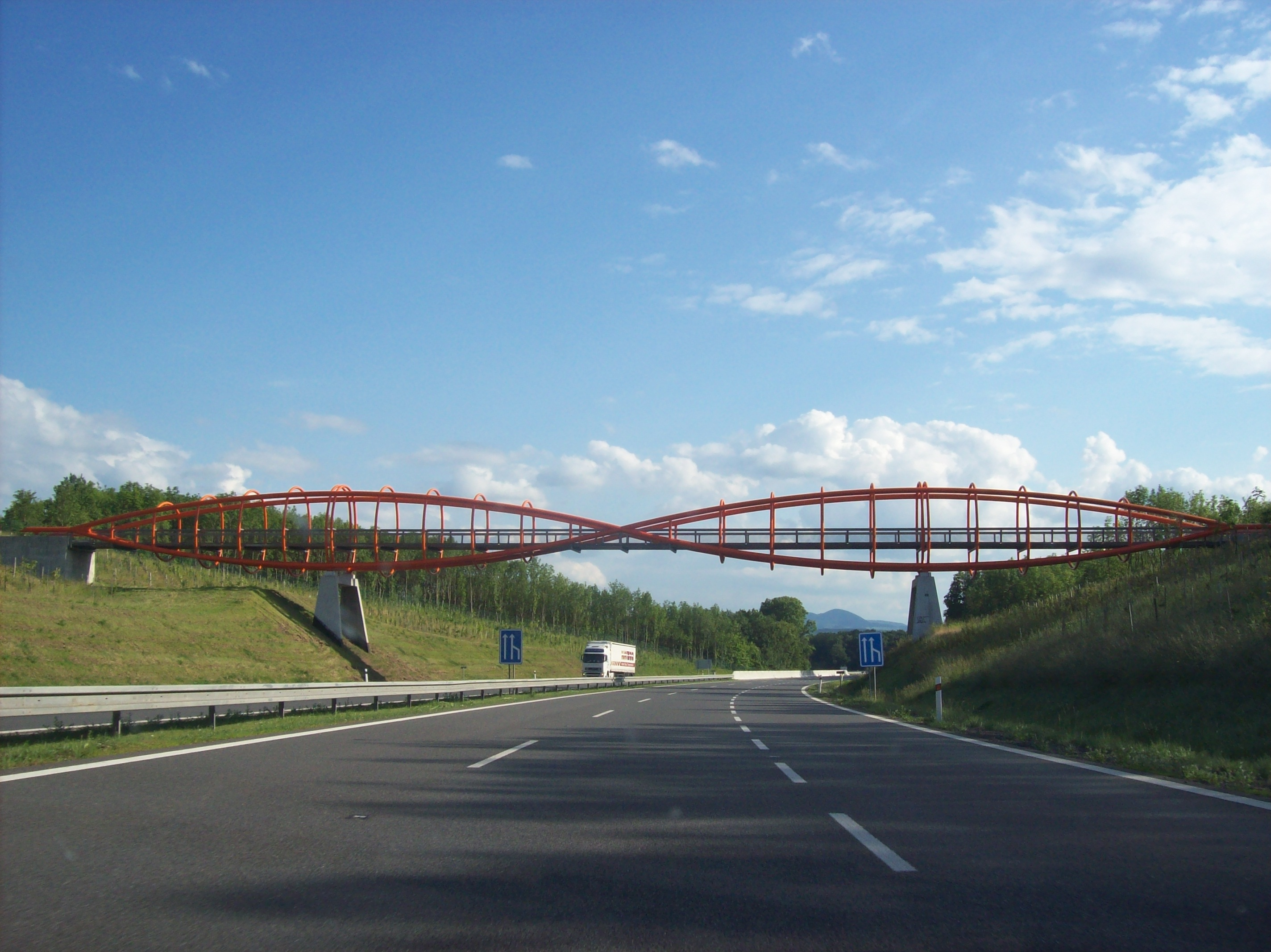
Lávka pro pěší na 76. km zvaná Kočičí oči (směr Praha)

Dopravní obslužnost Chlumce je na dobré úrovni. Bezprostředně kolem něj prochází silnice I. třídy číslo 13, která vede z Karlových Varů do Liberce a dále do Polska. Necelé dva kilometry od Chlumce se také nachází sjezd z dálnice D8 (exit 74, mimoúrovňová křižovatka Úžín). Přes dálnici vede unikátní lávka pro pěší, zvaná Kočičí oči. Lávka získala několik architektonických ocenění v roce 2007. Chlumec je spojen městskou hromadnou dopravou s Ústím nad Labem, Teplicemi a linkovou dopravou s Děčínem.
Železniční stanice Chlumec u Chabařovic se nalézá SZ od obce. Regionální trať nazývaná Kozí dráha nebo Kozina vede z Děčína do Oldřichova u Duchcova. Její pravidelný provoz byl zahájen roku 1871 a ukončen 9. prosince 2007. V posledních letech zde občas několik vlaků projelo, šlo ale o ojedinělé akce iniciované starosty obcí, které na této trati leží.
Obecní zastupitelstvo odsouhlasilo 29. června 2012 připojení obce k Memorandu o spolupráci obcí ležících při trati č. 132 (tzv. Kozí dráha), jehož cílem je obnova osobní dopravy na této trati. V roce 2014 se vlaky na Kozí dráhu vrátí při výjimečných příležitostech v úseku mezi Děčínem a Telnicí, zbytek trasy je stále ve výluce kvůli špatnému technickému stavu a obslouží ho náhradní autobusová doprava. Aktuální informace o provozu na trati je možné najít na stránkách Severočeské dráhy.
Místní autobusová doprava byla v Chlumci v provozu od zastupitelských voleb v roce 2006 do konce roku 2009. Byla zrušena v souvislosti s vážnou krizí obecního rozpočtu.

## Turistika

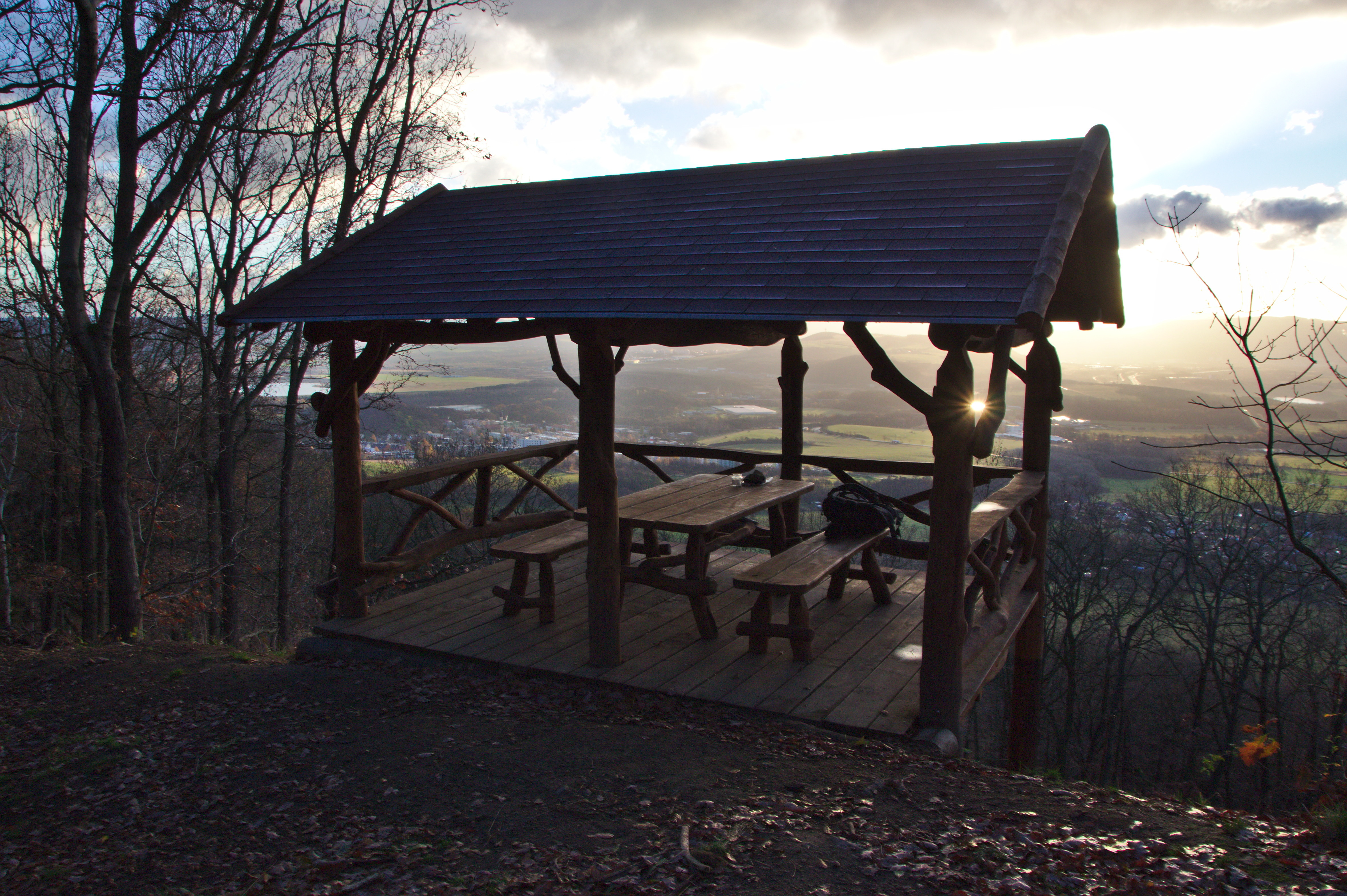
Vyhlídka U Laviček nad Stradovem

Chlumec leží na úpatí východního cípu Krušných hor, nedaleko Českého středohoří a Labských pískovců. Je tedy velmi vhodným východiskem pěší i cyklistické turistiky. Pro svou bohatou historii a atraktivní okolí je i zajímavým turistickým cílem.
Mezi blízké turistické cíle patří nevysoký vrch Horka, ležící na východním okraji Chlumce. Od Chlumeckého kostela vede křížová cesta, která končí na vrcholu Horky u Kaple Nejsvětější Trojice. Vyhlídka U Laviček leží na zelené turistické trase na úbočí hor nad Stradovem. Nad průsekem v lese stojí od roku 2014 dřevěný přístřešek, který nabízí skvělý výhled do údolí i na protilehlé kopce Českého středohoří.

### Turistické trasy
Z Chlumce vede zelená turistická trasa s délkou asi 7 km severozápadním směrem přes vlakové nádraží, vyhlídku U Laviček, kolem Mravenčího vrchu, ke chlumecké kapli a pak dál do bývalých Habartic, kde se napojuje na Krušnohorskou magistrálu, Evropskou dálkovou trasu E3 a cyklistickou dálkovou trasu 23. Evropská dálková trasa E3 se v Krušných horách z velké části překrývá s historickou trasou Modré hřebenovky (německy Blauer Kammweg), nejdelší a asi nejznámější hřebenové trasy v Česku. Zelená turistická stezka sleduje původní trasu zemské cesty, tzv. Srbské nebo Chlumecké stezky (německy Kulmer Steig), která v raném středověku spojovala Prahu s Drážďany a Míšní. Později sloužila obyvatelům Habartic k cestě do údolí za prací.
Druhá trasa vedoucí Chlumcem je žlutá a spojuje památníky a jiná významná místa napoleonské bitvy u Chlumce. Začíná u Rakouského pomníku ve Varvažově, dále pokračuje kolem Pruského pomníku směrem do Žandova. Severně od Žandova krátce odbočuje k pomníku zajetí generála Vandamma, prochází celým Žandovem a kolem jubilejního pomníku bitvy pokračuje na Horku. Poté vede Chlumcem do Stradova a Přestanova, kde odbočuje k Ruskému pomníku a končí na Chabařovickém nádraží. Délka této trasy je asi 7,5 km.
V zimě je běžkaři využívána Krušnohorská magistrála na hřebeni hor a dnes již neprovozovaná železniční trať nazývaná Kozí dráha na úpatí Krušných hor.

### Cyklotrasy
Přímo Chlumcem vede cyklotrasa číslo 3009, jejíž celková délka je asi 33 km. Její trasa je následující: Radejčín – Žim – Řehlovice – Habří – bývalé Lochočice – Roudníky – bývalé Zalužany – Chabařovice – Chlumec – Stradov – Unčín – údolí Maršovského potoka – Mravenčí vrch – točna pod Vyhlídkou – silnice spojující Adolfov a Fojtovice, kde se napojuje na dálkovou trasu 23, která spojuje Děčín a Cheb po hřebeni Krušných hor a Labských pískovců.
V obci Habří se stezka větví a nabízí ještě dvě další cesty: 3009A (Habří – bývalé Žichlice – Roudníky) a 3009B (Habří – Rabenov – Roudníky).
Cyklostezka číslo 3074 má délku 21 km a vede z Klíše přes Střížovice – Všebořice – Habrovice – Bánov a potom podél tzv. Kozí dráhy do Telnice. Odtamtud vede do Varvažova, kde se napojuje na žlutou turistickou značku a severně od Žandova se od ní odpojuje a míří Ždírníckým údolím vzhůru. Po vrstevnici pak vede na západ a napojuje se u Žabáka na cyklotrasu 3009.